# Wame
Ne doit pas être confondu avec Wamme.
La Wame est une petite rivière française qui coule dans les départements des Ardennes et de la Meuse, dans les anciennes régions Champagne-Ardenne et Lorraine, donc dans la nouvelle région Grand-Est. C'est un affluent direct de la Meuse en rive gauche. 

## Géographie
De 10 km de longueur, la Wame est une rivière d'Argonne, qui naît à Belval-Bois-des-Dames, au lieu-dit pré du lavoir, à 196 m d'altitude, localité située à six ou sept kilomètres au nord-est de Buzancy, dans le département des Ardennes. 
Elle traverse l'Étang Buard et le Parc de Bel-Val et son cours s'oriente en règle générale vers le nord-est, avec quelques importants méandres cependant. 
Peu après avoir servi de limite entre les départements de la Meuse et des Ardennes, au niveau de Laneuville-sur-Meuse, de Létanne et de Beaumont-en-Argonne, elle conflue avec la Meuse en rive gauche au niveau de Létanne, à 164 m d'altitude, entre Stenay et Mouzon. 
Son bassin est situé dans une zone à pluviosité élevée et fortement boisée de l'Argonne. Elle traverse notamment la forêt de Belval et longe la forêt de Dieulet.

### Communes et cantons traversés
La Wame baigne les cinq communes suivantes, d'amont en aval de :
- département des Ardennes : Belval-Bois-des-Dames, Beaumont-en-Argonne
- département de la Meuse : Laneuville-sur-Meuse
- département des Ardennes : Létanne

Soit en termes de cantons, la Wame prend source dans le canton de Vouziers, traverse le canton de Stenay, conflue dans le canton de Carignan, le tout dans les arrondissements de Vouziers, de Verdun et de Sedan.

### Bassin versant
La Wame traverse une seule zone hydrographique la Wame. (B316) de 51 km2 de superficie. Ce bassin versant est constitué à 63,83 % de forêts et milieux semi-naturels, à 35,54 % de territoires agricoles, à 0,76 % de zones humides, à 0,44 % de surfaces en eau.

## Affluents

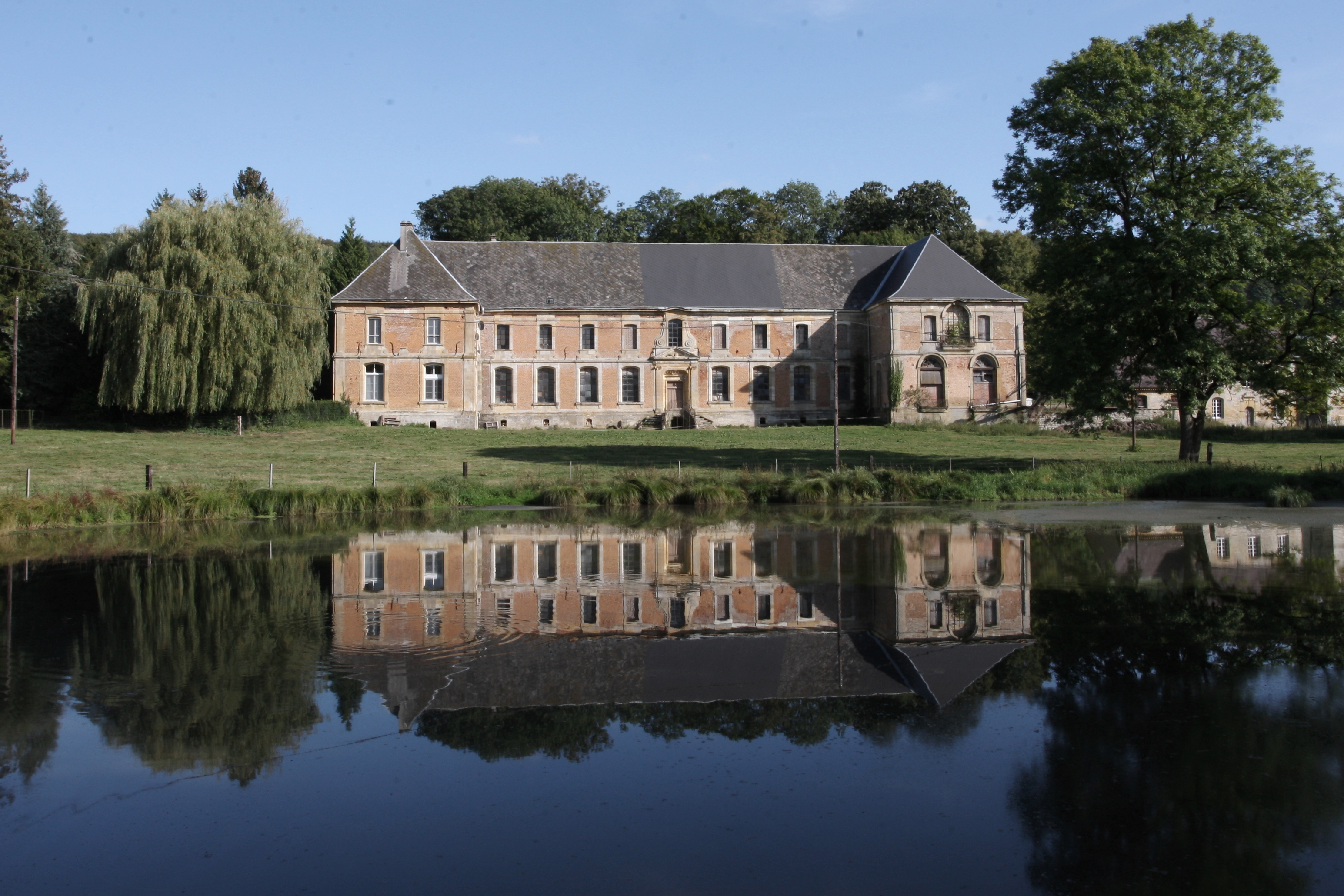
Abbaye de Belval à Belval-Bois-des-Dames.

La Wame a trois affluents référencés :
- le ruisseau de Tortu (rd), 4 km sur la seule commune de Belval-Bois-des-Dames.
- le ruisseau de la Forge ou ruisseau de Vaux-en-Dieulet (rg), 4 km sur les trois communes de Belval-Bois-des-Dames, Vaux-en-Dieulet (source), Beaumont-en-Argonne (confluence) avec un affluent :
  - le ruisseau la Gobine (rg), 4 km sur les quatre communes de Belval-Bois-des-Dames (confluence), Vaux-en-Dieulet (source), Sommauthe, Beaumont-en-Argonne.
- le ruisseau du Pont de Lussian (rg), 7,6 km sur les deux communes de Sommauthe (source), Beaumont-en-Argonne (confluence).

Donc son rang de Strahler est de trois.

## Hydrologie

### La Wame à Létanne
Le module de la rivière au confluent de la Meuse vaut 0,78 m3/s pour un petit bassin versant de 52,3 km2. 

### Lame d'eau et débit spécifique
La lame d'eau écoulée dans son bassin est de 470 millimètres par an, ce qui est très élevé, nettement supérieur à celle de la moyenne de la France, tous bassins confondus, et même un peu supérieur à la moyenne du bassin français de la Meuse (450 millimètres par an à Chooz, peu avant sa sortie du territoire français). Son débit spécifique ou Qsp se monte à 14,9 litres par seconde et par kilomètre carré de bassin.

## Curiosités - Tourisme
- Belval-Bois-des-Dames : abbaye augustinienne de Belval, bâtiments des XIIe, XIIIe, XVIIe et XVIIIe siècles (monument historique). Château de Belval. Forêt domaniale de Belval. Parc de vision animalier de 240 hectares, centre d'acclimatation pour gros gibier.